# Melasmothrix naso
Melasmothrix naso es una especie de roedor de la familia Muridae. Es la única especie conocida del género Melasmothrix.

## Distribución geográfica
Es endémica de las selvas montanas del centro de Célebes (Indonesia). 